# 夾
夾或夾子（英語：Tongs）是用來拾起、抓握物品的工具，通常是用來避免弄髒或弄傷雙手而用，根據夾取的目標物有許多的種類。像尖嘴鉗、老虎鉗等鉗類工具也有拾起、抓握物品的功能，但一般不會稱為「夾子」。

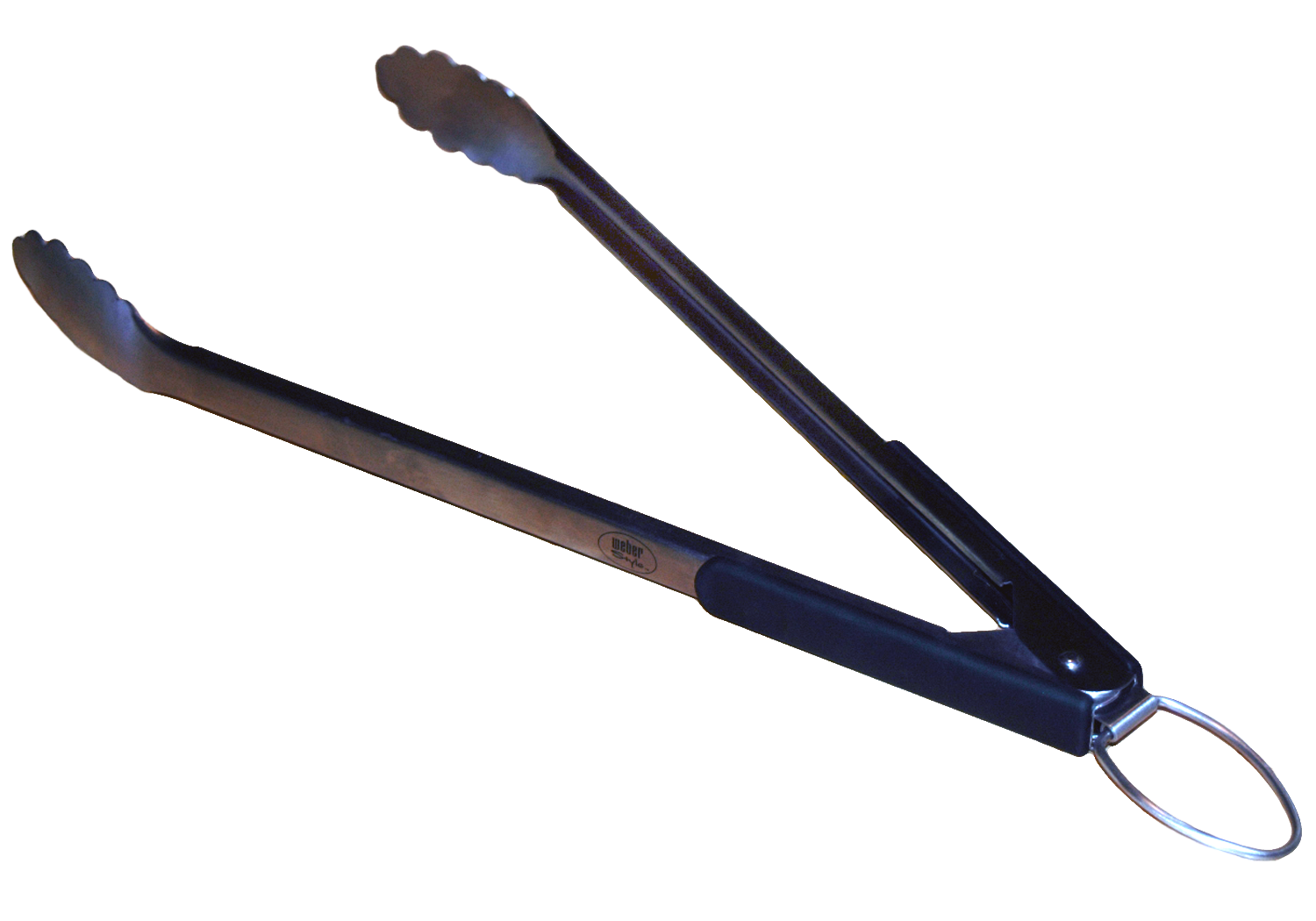
燒烤用的夾子。

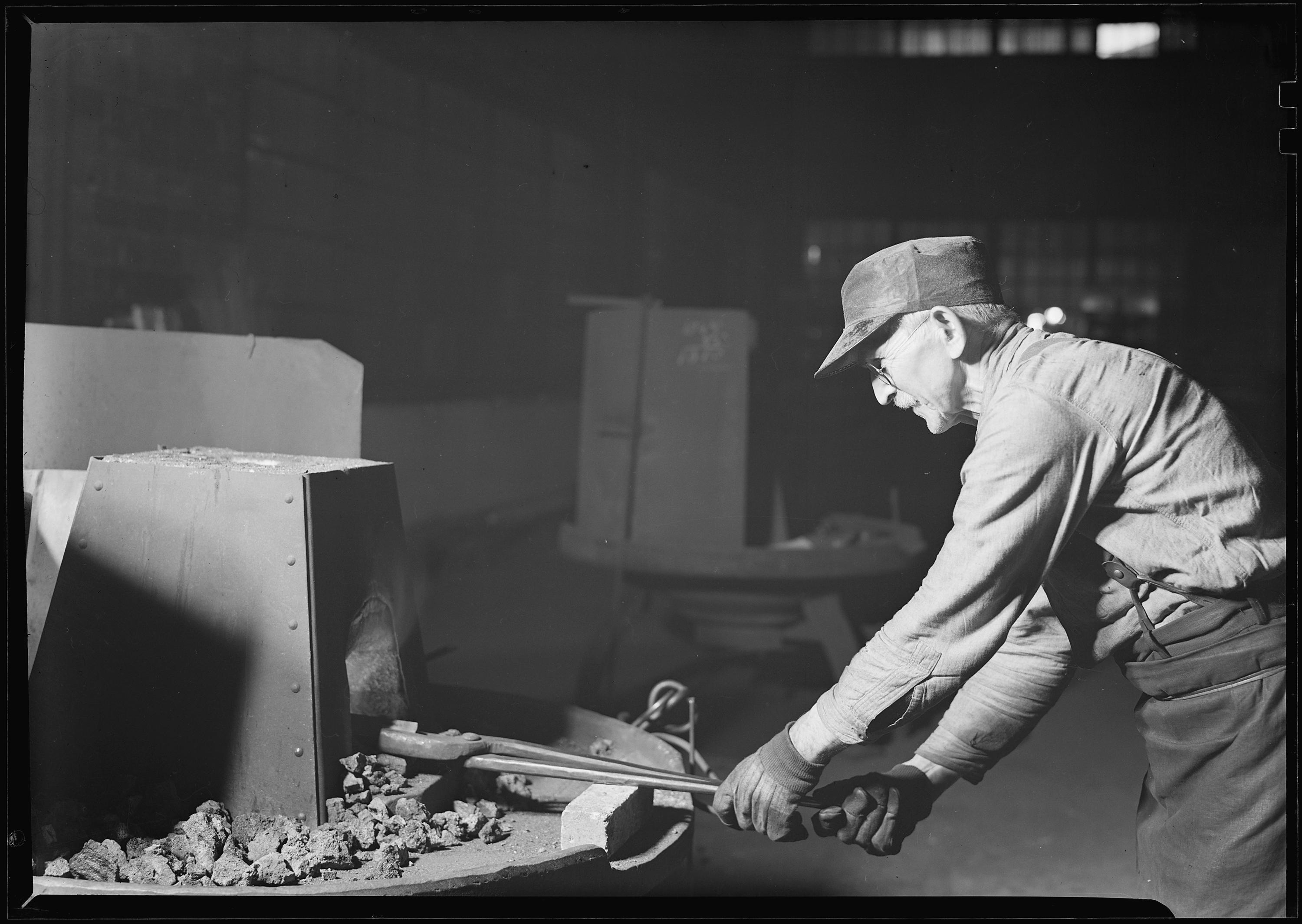
鍛造用的打鐵夾。